# Gripsnäs

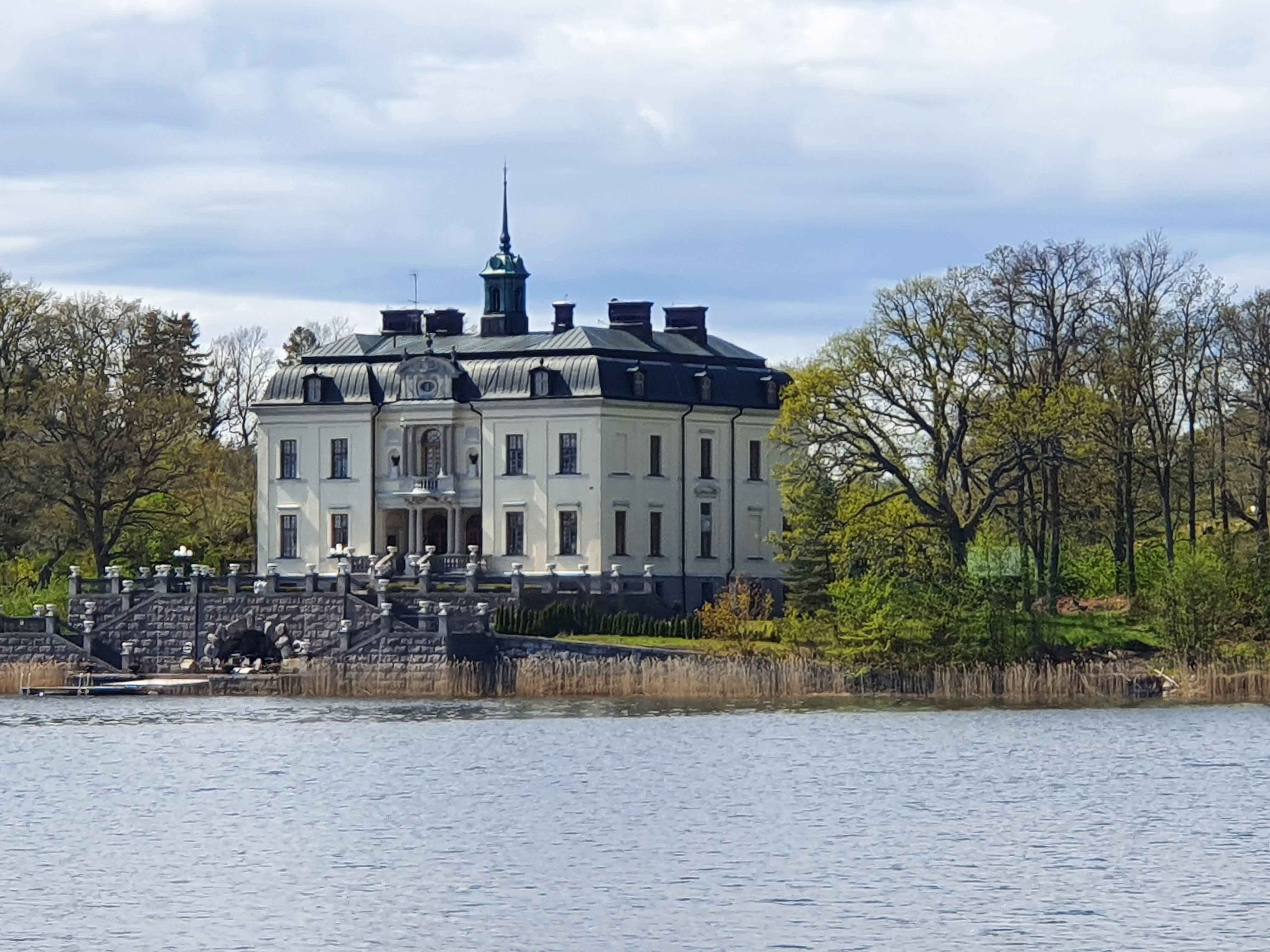
Gripsnäs, vy från Gripsholms slott, maj 2020

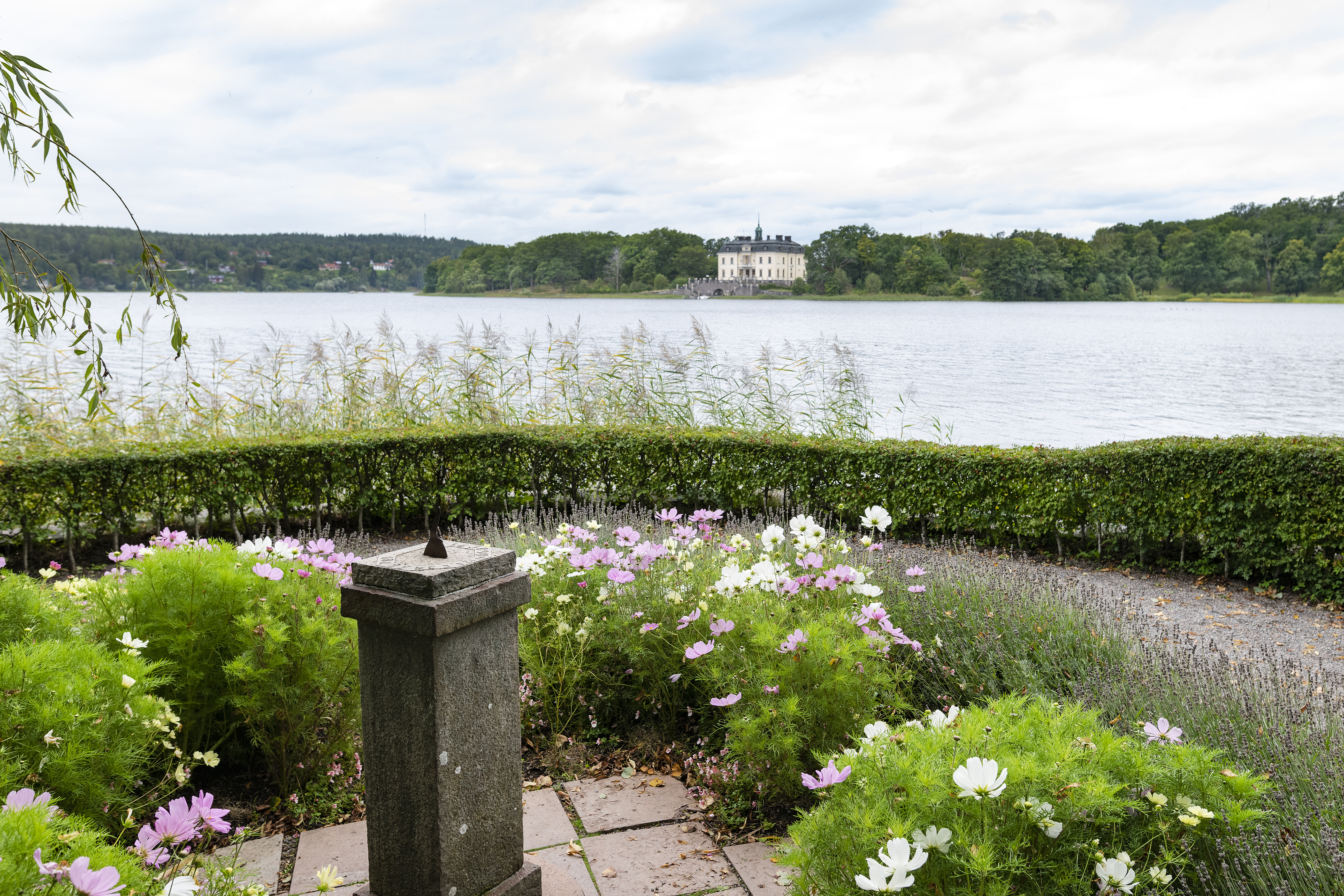
Utsikt från parken Gripsholms slott

Gripsnäs är en villa vid Gripsholmsviken i Mariefred, intill Gripsholms hjorthage. Huset, som ursprungligen kallades Villa Martin, byggdes år 1897 som sommarbostad åt generaldirektör Hugo Martin på mark som tillhörde Gripsholms slott. Arkitekt var slottsarkitekten Agi Lindegren.
Gripsnäs har bland annat ägts av hovrättspresidenten och justitieministern Berndt Hasselrot. År 1948 såldes villan till Gripsholms folkhögskola som använde byggnaden bland annat som elevhem, bibliotek och rektorsbostad.
Gripsnäs blev senare åter privatbostad och ägdes en tid av entreprenören Lars Gullstedt. År 2002 köptes Gripsnäs av IT-entreprenören och riskkapitalisten Ulf Jonströmer.